# Террасас Сандоваль, Хулио
Хулио Террасас Сандоваль (исп. Julio Terrazas Sandoval; 7 марта 1936, Вальегранде, Боливия — 9 декабря 2015, Санта-Крус-де-ла-Сьерра, Боливия) — боливийский кардинал, редемпторист. Титулярный епископ Аписы Старшей и вспомогательный епископ Ла Паса с 15 апреля 1978 по 9 января 1982. Епископ Оруро с 9 января 1982 по 6 февраля 1991. Архиепископ Санта-Крус-де-ла-Сьерры с 6 февраля 1991 по 25 мая 2013. Председатель епископской конференции Боливии в 1985—1991 и 1998—2005. Вице-председатель епископской конференции Боливии с 2005. Кардинал-священник с титулом церкви Сан-Джованни-Баттиста-де-Росси с 21 февраля 2001.